# Leptogorgia sarmentosa
Leptogorgia sarmentosa (Esper, 1791) è un ottocorallo della famiglia Gorgoniidae.

## Descrizione
Gorgonia arborescente di consistenza spugnosa, di colore da bianco a rosso, comunemente arancio. Le diramazioni sono piuttosto sottili, soprattutto nella parte terminale. I polipi sono bianchi, di circa 1 - 1,5 millimetri. La colonia può arrivare fino ad un metro di altezza.

## Biologia
Le varie colonie crescono isolate dai loro simili. Si nutre di zooplancton, filtrandolo grazie all'azione della corrente.

## Distribuzione e habitat
Mar Mediterraneo, Oceano Atlantico orientale, in acque torbide, ricche di nutrimento, esposte alla corrente su fondali fangosi o su coralligeno, tra i 20 e i 300 metri di profondità.